# ジョーダン・ファーマー
ジョーダン・ファーマー（Jordan Robert Farmar 1986年11月30日 - ）はカリフォルニア州ロサンゼルス出身のバスケットボール選手。NBAのロサンゼルス・レイカーズなどに所属していた。ポジションはポイントガード。188cm、82kg。

## 経歴

### 生い立ち
ファーマーはアフリカ系アメリカ人の父とユダヤ人の母の間で生まれた。高校時代は2度の転校を経験し、2度目の転校先であるタフト高校では最終学年に27.5得点6.5アシストのアベレージを残し、同校を初のロサンゼルスのタイトルに導いた。ファーマーはロサンゼルスの年間最優秀選手賞を獲得し、USAトゥデイ選出のSuper25やパレード誌選出のオールアメリカンセカンドチームなどに選ばれた。
大学はUCLAに進学。2年目の2005-06シーズンにはオールPac-10チームに選出された。NCAAトーナメントでは準々決勝でアダム・モリソン率いるゴンザガ大学と対戦。終始リードを奪われていたが残り時間17秒で1点差にまで追い上げると、ファーマーはゴンザガから値千金のスティールを決め、そのままチームメイトにアシストパスを送り、チームを大逆転勝利に導いた。UCLAは決勝まで勝ち進んだが、フロリダ大学に敗れた。3年生には進級せず、2006年のNBAドラフトにアーリーエントリーした。

### NBA入り後
ドラフトではファーマーの地元ロサンゼルスのフランチャイズチーム、ロサンゼルス・レイカーズから1巡目26位指名を受けてNBA入りを果たす。ルーキーイヤーとなった06-07シーズンはシーズン中にDリーグ送りになったこともあったが、72試合に出場し、2007年4月1日には午後3時30分開始のDリーグロサンゼルス・ディーフェンダーズの試合に出場すると、今度は4時間後の午後7時30分には同じ会場で行われたレイカーズ対サクラメント・キングス戦に出場し、同じ日にDリーグとNBAでプレイした初めての選手となった。レギュラーシーズンはスマッシュ・パーカーの控えとしてプレイしていたが、プレイオフでは全試合で先発に起用された。
07-08シーズンにデレック・フィッシャーがチームに復帰。以降、ファーマーはフィッシャーの控えとしてプレイし、6thマンとして重要な役割を果たした。
レイカーズで2度の優勝を経験後、09-10シーズン後にニュージャージー・ネッツへ移籍した。
2011年にはイスラエル・バスケットボール・スーパーリーグのマッカビ・テルアビブBCで、2012年にはトルコのターキッシュ・バスケットボール・リーグ、エフェス・ピルゼン S.K.でそれぞれプレーした。
2013年7月17日、ロサンゼルス・レイカーズと契約。NBAに復帰した。
2014年7月9日、ロサンゼルス・クリッパーズと契約したが、2015年1月16日に解雇された。
その後再びマッカビ・テルアビブBCなどでプレーした後、2016年3月20日、メンフィス・グリズリーズと契約した。
2016年9月13日、サクラメント・キングスと契約したが、10月24日に解雇されるも、11月2日にダレン・コリソンの開幕から8試合の出場停止処分によるポイントガードの層の薄さを補う特別救済条項を行使し、キングスが呼び戻した。